# Albelda de Iregua

Localização de Albelda de Iregua

Albelda de Iregua é um município da Espanha
na província e comunidade autónoma de La Rioja, de área 22,88 km² com população de 2599 habitantes (2004) e densidade populacional de 113,59 hab/km².

## Demografia
| Variação demográfica do município entre 1991 e 2004 | Variação demográfica do município entre 1991 e 2004 | Variação demográfica do município entre 1991 e 2004 | Variação demográfica do município entre 1991 e 2004 |
| --------------------------------------------------- | --------------------------------------------------- | --------------------------------------------------- | --------------------------------------------------- |
| 1991                                                | 1996                                                | 2001                                                | 2004                                                |
| 2154                                                | 2267                                                | 2663                                                | 2599                                                |

## Património
- Mosteiro de San Martín de Albelda